# 異齒毛鼻鯰
異齒毛鼻鯰（学名：Trichomycterus heterodontus），為輻鰭魚綱鯰形目毛鼻鯰科的其中一種。分布於南美洲阿根廷Mendoza河流域，體長可達8.3公分。

## 扩展阅读
維基物種上的相關：異齒毛鼻鯰